# Pound–Rebka-experimentet

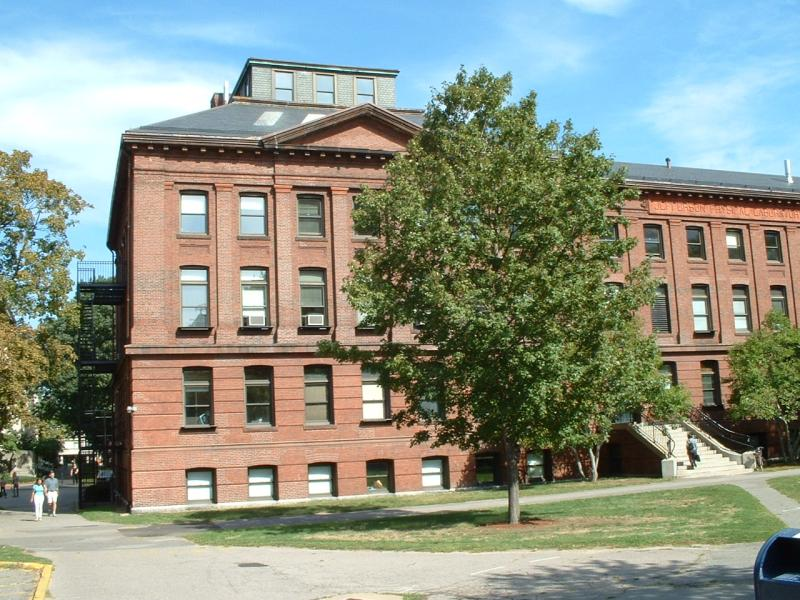
Jeffersonlaboratoriet vid Harvard University. Experimentet utfördes i det vänstra "tornet".

Pound–Rebka-experimentet var ett experiment med syfte att testa Albert Einsteins allmänna relativitetsteori genom att visa att fotoner tillförs energi när de färdas mot en gravitationskälla (jorden). I experimentet emitterades gammastrålning från toppen av ett torn och registrerades av en mottagare i tornets källare. Det föreslogs av Robert Pound och hans doktorand Glen Rebka 1959. De genomförde själva experimentet några månader senare och bekräftade därmed den sista av de tre klassiska tester av den allmänna relativitetsteorin som Einstein själv föreslog.
Experimentet mäter hur en fotons frekvens ändras när den rör sig i ett gravitationsfält. I detta experiment var frekvensändringen en blåskiftning mot en högre frekvens. Experimentet verifierade den allmänna relativitetsteorins förutsägelse att klockor går i olika takt på olika platser i ett gravitationsfält (gravitationell tidsdilatation). Detta experiment anses ha inlett en era av precisionstester av den allmänna relativitetsteorin.

## Teori
Betrakta en elektron bunden till en atom i ett exciterat tillstånd. När elektronen övergår från det exciterade tillståndet till ett lägre energitillstånd kommer atomen att avge en foton med en frekvens som motsvarar skillnaden i energi mellan det exciterade och det lägre energitillståndet. Den omvända processen kommer också att inträffa: om elektronen är i ett lägre energitillstånd kan den övergå till ett exciterat tillståndet genom att absorbera en foton vid resonansfrekvensen för denna övergång. I praktiken krävs inte att fotonfrekvensen är exakt på resonansfrekvensen, men den måste ligga i ett smalt frekvensområde centrerat på resonansfrekvensen: en foton med en frekvens utanför detta område kan inte excitera elektronen till ett högre energitillstånd.

Rödförskjutning och blåförskjutning

Betrakta nu två kopior av detta elektron-atom system, det ena i det exciterade tillståndet (sändaren), det andra i det lägre energitillståndet (mottagaren). Om de två systemen är i vila relativt varandra och rymden mellan dem är flat (det vill säga gravitationen är försumbar) så kan en foton från sändaren absorberas av mottagaren. Men om de två systemen befinner sig i ett gravitationsfält så kan fotonen ha påverkats av gravitationell rödförskjutning medan den färdas från det första systemet till det andra, med resultat att fotonens frekvens när den når mottagaren inte är den samma som när den sändes ut. En annan möjlig orsak till rödförskjutning är dopplereffekten: om de två systemen inte är i vila relativt varandra kommer fotonens frekvens att modifieras av deras inbördes hastighet.
I Pound–Rebkas experiment placerades sändaren högst upp i ett torn med mottagaren i källaren, 22,5 meter under sändaren. Den allmänna relativitetsteorin förutspår då att jordens gravitationsfält kommer att orsaka att den foton som sänds nedåt (mot jorden) blåskiftas (det vill säga dess frekvens ökar) enligt formeln:
{\displaystyle f_{r}={\sqrt {\frac {1-{\dfrac {2GM}{(R+h)c^{2}}}}{1-{\dfrac {2GM}{Rc^{2}}}}}}f_{e},}
där {\displaystyle f_{r}} ({\displaystyle f_{e}}) är mottagarens (sändarens) frekvens, h är avståndet mellan mottagaren och sändaren, M är jordens massa, R är jordens radie, G är Newtons gravitationskonstant och c är ljusets hastighet. För att motverka effekten av blåförskjutningen flyttades sändaren uppåt (bort från mottagaren) och fick fotonfrekvensen att återförskjutas enligt dopplereffekten:
{\displaystyle f_{r}={\sqrt {\frac {1-v/c}{1+v/c}}}f_{e},}
där v är den relativa hastigheten mellan sändaren och mottagaren. Pound och Rebka varierade den relativa hastigheten v så att dopplereffektens rödförskjutning exakt upphävde den gravitationella blåförskjutningen:
{\displaystyle {\sqrt {{\frac {1-v/c}{1+v/c}}\cdot {\frac {1-{\dfrac {2GM}{(R+h)c^{2}}}}{1-{\dfrac {2GM}{Rc^{2}}}}}}}=1.}
När det gäller Pound–Rebka-experimentet är h mycket mindre än R, varför:
{\displaystyle v\approx {\frac {gh}{c}}} = 7,5×10−7 m/s
I det mer allmänna fallet när h ≈ R är ovanstående inte längre sant.

## Experimentet
Energiändringen på grund av gravitationell rödförskjutning över ett avstånd på 22,5 meter är mycket liten. Den relativa förändringen av energin δE/E ges av gh/c2 = 2,5×10−15. För att detektera så små skillnader krävs högenergetiska fotoner med korta våglängder. De 14,4 keV gammafotoner som avges när en 57Fe-kärna övergår till sitt grundtillstånd visade sig vara tillräckliga för detta experiment.
Normalt, när en atom emitterar eller absorberar en foton, rör sig (rekylerar) atomen också lite. Denna effekt tar bort lite energi från fotonen på grund av principen om rörelsemängdens bevarande.
Dopplerförskjutningen som krävs för att kompensera för en enskild atoms rekyl skulle behöva vara mycket större (cirka 5 storleksordningar) än dopplerförskjutningen som krävs för att kompensera för gravitationell rödförskjutning. Men 1958 hade Rudolf Mössbauer rapporterat att alla atomer i ett fast kristallgitter gemensamt absorberar rekylenergin när en enda atom i gittret avger en gammafoton. Därför kommer den avgivande atomen att röra sig väldigt lite. Detta gjorde det möjligt för Pound och Rebka att arrangera sitt experiment som en variant av mössbauerspektroskopi.
Testet utfördes vid Harvard Universitys Jefferson-laboratorium. Ett fast prov innehållande den radioaktiva koboltisotopen 57Co placerades i mitten av en högtalarkon som placerades nära byggnadens tak. 57Co sönderfaller via elektroninfångning till ett exciterat tillstånd i järnisotopen 57Fe. Detta tillstånd avger i sin tur 14,4 keV gammastrålning. Ett annat prov innehållande 57Fe placerades i källaren. Avståndet mellan källan och absorbenten var cirka 22,5 meter (74 fot). För att minimera absorptionen fick gammastrålarna färdas i en cylindrisk tub av mylar fylld med helium. En scintillationsräknare placerades under det mottagande 57Fe-provet för att detektera de gammafotoner som inte absorberades av det mottagande provet.
När högtalarkonen vibrerade rörde sig strålkällan med varierande hastighet, vilket skapade varierande dopplerförskjutning. När dopplereffekten upphävde den gravitationella blåförskjutningen absorberade det mottagande provet gammafotoner och antalet som upptäcktes av scintillationsräknaren minskade. Variationen i absorption kunde korreleras med fasen i högtalarvibrationen, följaktligen med hastigheten på det emitterande provet och därmed dopplerförskjutningen. För att kompensera för möjliga systematiska fel varierade Pound och Rebka högtalarfrekvensen mellan 10 Hz och 50 Hz, bytte plats på källan och absorbenten/detektorn och använde olika högtalare. Att byta ut absorbentens och detektorns positioner fördubblar effekten. Pound och Rebka subtraherade de två experimentella resultaten: frekvensförskjutningen med källan högst upp i tornet, respektive med källan längst ned i tornet.
Frekvensförskjutningen för de två fallen har samma storlek men motsatta tecken. När de subtraherade resultaten fick Pound och Rebka ett resultat som var dubbelt så stort som för ett envägsexperiment.
Resultatet bekräftade den allmänna relativitetsteorins förutsägelser på 10%-nivån. Detta förbättrades senare till bättre än 1%-nivån av Pound and Snider.
Ett annat test, Gravity Probe A, som involverade en rymdburen vätemaser ökade mätnoggrannheten till cirka 10-4 (0,01%).
År 1965 tilldelades Pound and Rebka Eddingtonmedaljen av Royal Astronomical Society.